# Élément de Warburg
 (juin 2023).
Pour les articles homonymes, voir Warburg (homonymie).
L'élément de Warburg est le composant permettant de modéliser le processus de diffusion en spectroscopie d'impédance électrochimique. Il porte le nom du physicien allemand Emil Warburg. 
On rencontre souvent ce type d'éléments à l'interface entre une électrode et un électrolyte, interface modélisée par un circuit de Randles. Son symbole dans les schémas électriques correspond à la lettre W.
Il s'agit d'un élément à phase constante de constante de phase égale à 45°.

## Origine
Lorsque le potentiel d'oxydoréduction est appliqué suffisamment longtemps pour diminuer la concentration des espèces présentes à proximité de l'électrode, il se crée une couche de diffusion (en). Alors que le même potentiel est appliqué, le courant diminue avec la concentration des espèces, conduisant à une augmentation de l'impédance : cette augmentation correspond à l'impédance de Warburg.
On retrouve également ce type d'impédance si on se place dans le cas d'électrodes poreuses. En faisant l'hypothèse que la surface de l'électrode comporte des pores cylindriques semi-infinies, il est possible de modéliser l'interface entre l'électrode et l'électrolyte par un modèle de lignes de transmission constituées du même motif RC répété en série. On peut d'ailleurs montrer que lorsque ce motif est répété à l'infini, l'impédance du schéma équivalent se ramène à celle d'une impédance de Warburg.

## Diffusion linéaire et semi-infinie
L'expression de l'impédance de Warburg lorsqu'on se place dans l'hypothèse d'une diffusion linéaire semi-infinie (c'est-à-dire où la diffusion se fait sans limitation selon une dimension, comme dans le cas d'une électrode planaire suffisamment grande) est donnée ci-dessous :
{\displaystyle {Z_{\mathrm {W} }}={\frac {A_{\mathrm {W} }}{\sqrt {\omega }}}+{\frac {A_{\mathrm {W} }}{j{\sqrt {\omega }}}}}
{\displaystyle {|Z_{\mathrm {W} }|}={\sqrt {2}}{\frac {A_{\mathrm {W} }}{\sqrt {\omega }}}}
où
- AW est la constante de Warburg, correspond à {\displaystyle {A_{W}}={\frac {1}{{\sqrt {2}}Y_{0}}}} où {\displaystyle {Y_{\mathrm {0} }}} est l'admittance à ω = 1 rad.s-1[5]
- ω est la pulsation.

## Diffusion finie
Lorsque l'épaisseur de la couche de diffusion est connue, deux types d'impédance de Warburg peuvent exister : l'impédance de Warburg transmissive et l'impédance de Warburg réfléchissante, aussi appelées "Short" et "Open" respectivement.

### Impédance de Warburg transmissive WS
Dans le cas d'une impédance transmissive, l'expression de l'impédance est définie ainsi :
{\displaystyle Z_{W_{\mathrm {S} }}={\frac {A_{\mathrm {W} }}{\sqrt {j\omega }}}\tanh \left({\tfrac {\delta }{\sqrt {D}}}{\sqrt {j\omega }}\right)}
où {\displaystyle \delta } est l'épaisseur de la couche de diffusion et {\displaystyle \mathrm {D} } le coefficient de diffusion

### Impédance de Warburg réfléchissante WO
Dans le cas d'une impédance réfléchissante, l'expression de l'impédance est définie ainsi :
{\displaystyle Z_{W_{\mathrm {O} }}={\frac {A_{\mathrm {W} }}{\sqrt {j\omega }}}\coth \left({\tfrac {\delta }{\sqrt {D}}}{\sqrt {j\omega }}\right)}